# Thalassodrilides pectinatus
Thalassodrilides pectinatus är en ringmaskart som först beskrevs av Pierantoni 1904.  Thalassodrilides pectinatus ingår i släktet Thalassodrilides och familjen glattmaskar. Inga underarter finns listade i Catalogue of Life.